# Гурари, Фабиан Григорьевич
Фабиа́н Григо́рьевич Гура́ри (23 апреля 1917, Ростов-на-Дону — 29 марта 2009, Новосибирск) — российский учёный-нефтяник, один из первооткрывателей Западно-Сибирской нефтегазоносной провинции (в том числе Баженовской свиты).
Окончил Московский нефтяной институт им. И. М. Губкина, квалификация — «инженер-нефтяник» (1940).

## Основные этапы трудовой деятельности
Добился отмены первоначального направления (Татария, промысел Туймаза) ради Якутии. Начальник геологосъемочной партии Якутгеолтреста (1940—1945), главный геолог Якутского геологического управления (1946—1951), главный геолог Омской нефтеразведочной экспедиции (1952—1954). После ликвидации последней перевёлся в Сибирский филиал ВНИГРИ (г. Томск), в котором организовал поисковые работы на юге Западно-Сибирской равнины, возглавил Обь-Иртышскую экспедицию (Новосибирск, 1955—1957).
В сентябре 1957 года филиал ВНИГРИ преобразован в СНИИГГиМС, Гурари избран по конкурсу заведующим отделом исследования нефтегазоносности центральных районов Западно-Сибирской низменности (1957—1961), затем — заместитель директора по науке (1961—1971).
С 1971 года — заграничная командировка в Польшу: главный специалист в группе советских геологов-нефтяников (1971—1974), руководитель советских геологов-нефтяников, советник Министра горного дела и энергетики ПНР (1974—1978).
С 1978 г. — заместитель генерального директора СНИИГГиМС по науке, с 1987 г. — главный научный сотрудник.
Доктор геолого-минералогических наук (1962), профессор (1967). Подготовил к защите диссертации 19 аспирантов. Член МСКРФ, в 1981—2004 годах — председатель СибРМСК, с 2004 года — почетный председатель СибРМСК, почётный член кембрийской комиссии МСК.

## Научно-производственные достижения
Автор (соавтор) более 200 публикаций, в том числе 17 монографий, из которых три личные, другие в соавторстве. Из них три общесоюзного и российского значения: серии Геология СССР, XV том Якутия, XLVI том Западно-Сибирская равнина; Геология России, II том Западная Сибирь.
На Сибирской платформе впервые в общей стратиграфической шкале выделил в 1950 году в кембрийской системе 4 яруса: алданский, ленский, амгинский, майский.
В Западной Якутии и смежных районах Иркутской области выделил Байкальский краевой прогиб (1947), позднее переименованный в Предпатомский.
Организатор, автор и соавтор, редактор карт строения, состава и перспектив нефтегазоносности мезозойских отложений чехла молодой платформы Западной Сибири: тектонических, литолого-фациальных, геохимических, прогнозных на нефть и газ.
Один из первооткрывателей крупнейшей в России Западно-Сибирской нефтегазоносной провинции.
Соредактор и один из составителей первой геолого-экономической «Карты развития нефтяной и газовой промышленности Сибири и Дальнего Востока» (1967).
Наиболее важно выделение Ф. Г. Гурари в 1959 г. высокобитуминозной баженовской свиты, объединившей в себе генератор-коллектор-экран, главную материнскую свиту провинции. В 1961 г. предсказал возможность обнаружения в ней промышленных скоплений нефти в трещинных коллекторах. Прогноз подтвердился через семь лет мощными фонтанами нефти на Салыме.
Был первым делегатом от СНИИГГиМС на XXII сессии Международного геологического конгресса (Дели, Индия, 1964 г.), на котором в докладе впервые известил геологическую общественность мира об открытии в СССР новой крупной нефтегазоносной провинции в Западной Сибири.
Опубликовал три статьи о необходимости изменить принятый в СССР Стратиграфический кодекс — 1966 г. (совместно с Л. Л. Халфиным), 1969 г., 1980 г. Внес предложения о совершенствовании Стратиграфического кодекса России — 1992 г., 2004 г.
Предложил и обосновал на примере неокома Западной Сибири гипотезу образования терригенных клиноформных комплексов, их турбидитную природу, парагенез с подстилающими черносланцевыми породами в результате смены аридного климата гумидным (1994—2003 гг.).
Дважды выполнял сложные поручения Мингео СССР. Был председателем комиссий, решавших, есть ли целесообразность продолжения поисково-разведочных работ на нефть в Молдавской ССР (1970 г.) и Литовской ССР (1980 г.). Неоднократно входил в состав комиссий Мингео СССР, обсуждавших в сибирских геолого-разведочных предприятиях результаты нефтегазопоисковых и разведочных работ и оптимальные направления их продолжения.

## Признание и награды
Награждён орденом «Знак Почета» (1966 г.), орденом Трудового Красного Знамени (1971 г.), «Заслуженный геолог Российской Федерации» (1980 г.), «Почетный разведчик недр» (1987 г.), «Почетный нефтяник Польской Народной Республики» (1975 г.).
Ветеран Великой Отечественной войны, ветеран труда.
Отмечен 14 медалями СССР, РФ, в том числе «За доблестный труд в Великой Отечественной войне 1941—1945 гг.», «За освоение недр и развитие нефтегазового комплекса Западной Сибири», «60 лет Победы в Великой Отечественной войне 1941—1945 гг.».
За участие в поисково-разведочных работах в ПНР на нефть и газ и разработку их оптимального направления награждён польским «Золотым орденом заслуги», четырьмя медалями.
Лауреат Государственной премии РФ 1998 года (в составе коллектива) — за цикл трудов «Прогноз, разведка и разработка газовых месторождений Крайнего Севера Сибири».
По инициативе томских геологов-нефтяников, поддержанной губернатором, была нарушена многолетняя традиция присваивать фамилии геологов, геофизиков, других специалистов, внесших значимый вклад в открытие новых месторождений нефти и газа, только после их смерти. Впервые в 1997 году новое месторождение в Томской области было названо Гураринским в честь ещё работающего геолога.